# 沖井礼二
沖井 礼二（おきい れいじ、1969年5月18日 - ）は、広島県広島市生まれの作曲家、編曲家、音楽プロデューサー、ベーシスト。

## 略歴
1997年にCymbalsを結成。翌1998年にカセットシングル『I'm a Believer』でLD&Kからインディーズデビュー。1999年、『午前8時の脱走計画』でビクターエンタテインメントからメジャー・デビュー。以降同グループのプロデューサーとして、殆どの楽曲の作詞・作曲・編曲とアート・ディレクションを手掛ける。Cymbalsとして8枚のシングル、5枚のフルアルバム、3枚のミニアルバムをリリースした。
2004年1月にCymbalsを解散。同年12月に渋谷クラブ・クアトロにてソロ活動を開始。2006年4月にソロ・ユニットFROG名義での初作品、『BRAINS』（LOKI "VANISHING POINT" DVD収録）を発表。同年9月には 『French Riviera』 / Isabelle Antena のタイトル曲（福富幸宏との共同プロデュース）を手がける。また、フリーランスの作曲家としても多数のCM、ゲーム、アニメーション、テレビ番組等の制作に関わり、その活動領域を広げている。
現在は主にソロプロジェクトFROG、新井仁らとのバンドSCOTT GOES FOR、清浦夏実とのユニットTWEEDEESのメンバーとして活動中。2008年8月にはFROG名義初のアルバム『Example』をリリースし、その後も音源のリリースやライブ活動を行っている。

## 人物・使用機材など
ピート・タウンゼントとヘンリー・マンシーニを尊敬し、リッケンバッカーのベースと「FΔ7 on G」の響きをこよなく愛する。
使用しているDAW（デジタル・オーディオ・ワークステーション）はAppleのLogic Pro X。

## ディスコグラフィ
Cymbalsとしての活動はCymbalsの記事を参照
TWEEDEESとしての活動はTWEEDEESの記事を参照

### アルバム
1. Example （2008年8月6日 インディペンデントコロムビア） / FROG
2. Caricature （2009年6月24日 インディペンデントコロムビア） / FROG

### EP
1. WONDER EXPRESS vol.1 （2023年12月1日 KTP INC.）

### ソロ活動・楽曲提供等
- イザベル・アンテナ
  - French Riviera （作曲・福富幸宏と共同プロデュース） - 『French Riviera』収録

- FROG
  - BRAINS （作曲） - 『VANISHING POINT』収録（タワーレコード限定発売）

- CHARMAINE
  - 空への扉 （作曲） - コナミデジタルエンタテインメント『pop'n music13 カーニバル』収録 （歌：米山美弥子(citrobal)）

- REUNION
  - Break on Through （作曲） - コナミデジタルエンタテインメント『pop'n music14 FEVER!』『GuitarFreaksV6 & DrumManiaV6』収録 （歌：神田康弘）

- 青野りえ
  - Runnin' away （作曲） - コナミデジタルエンタテインメント『pop'n music16 PARTY♪』収録

- Our Hour
  - NOVAうさぎのうた （作曲）

- シティボーイズ
  - シティボーイズミックス PRESENTS『10月突然大豆のごとく』 （音楽担当） - 2010年のシティボーイズコントライブの音楽担当

- さくら学院バトン部 Twinklestars
  - Dear Mr.Socrates （作詞・作曲・編曲）
  - プリーズ!プリーズ!プリーズ! （作詞・作曲・編曲）
  - 天使と悪魔 （作詞・作曲・編曲）

- 大！天才てれびくん
  - 世界のからくりと僕のゆびさき （作詞・作曲・編曲）（歌：浅賀玲音）
  - 街は冬に踊る （作詞・作曲・編曲）（歌：鎮西寿々歌、長谷川ニイナ、ソーズビー航洋）

- 竹達彩奈
  - Sinfonia! Sinfonia!!! （作詞・作曲・編曲）
  - Hey! MUSIC BOYS & MUSIC GIRLS! （作詞・作曲・編曲）
  - リズムとメロディの為のバラッド （作詞・作曲・編曲）
  - サーフでゴゴゴ （作詞・作曲・編曲）
  - プリンセスの脱走計画（作詞・作曲・編曲）
  - 朝焼けと約束の歌 （作詞・作曲・編曲）

- 花澤香菜
  - 新しい世界の歌 （作詞・作曲・編曲）
  - スパニッシュ・アパートメント （作曲・編曲）
  - 旅立つ彼女と古い背表紙 （作詞・作曲・編曲）（ストリングス編曲：長谷泰宏）
  - カレイドスコープ（作詞・作曲・編曲）
  - あしたの向こう（作詞・作曲・編曲[4]）

- りぶ
  - 朝焼けの狙撃手 （作詞・作曲）

- RYUTist
  - 青空シグナル（作曲・編曲）
  - 黄昏のダイアリー（作曲・編曲、北川勝利と共作）

- 尾崎由香
  - 僕のタイムマシン（作曲・編曲）

- 星野みちる
  - 鏡の中の私（作曲・編曲）

- TTRE（土屋礼央）
  - 忍ばせろミュージック feat. 清浦夏実（編曲）

- 清竜人25
  - Coupling（編曲）

- バンドじゃないもん!
  - 気持ちだけ参加します。（作曲）

- A3!
  - 一夜限りの相棒（作詞・作曲・編曲）- A3! First AUTUMN EP収録
  - 雨のモノローグ（作曲・編曲）- A3! Blooming AUTUMN EP収録
  - bus de nuit - A3! Original Soundtrack収録

- ガールフレンド（仮）
  - ペンタトニック・ラブ（作詞・作曲・編曲）- キャラクターソングシリーズVol.03収録 - 歌：江藤くるみ（CV：洲崎綾）
  - フルーツバスケットの世界（作詞・作曲・編曲）- キャラクターソングシリーズVol.04収録 - 歌：小日向いちご（CV：竹達彩奈）

- スクールファンファーレ
  - I, ME, MINE（作詞・作曲・編曲）- 歌：立科弓（CV：雨宮天）

- アイカツ!フォトonステージ!!
  - Sweet Sweet Girls’ Talk（作曲・編曲） - 歌：りすこ・れみ・えり from STAR☆ANIS & るかfrom AIKATSU☆STARS!

- オルタナティブガールズ2
  - You're My Shining Star（作曲・編曲）- キャラクターソングCD第7弾、Alternative Girls Best Memorial Collection収録 - 歌：西園寺玲（CV：木戸衣吹）

- IDOLY PRIDE
  - The Sun, Moon and Stars（作曲・編曲） - 歌：星見プロダクション

- 脇田潤
  - Ensemble Forecast 3/28（ベース）
  - murmur twins（ベース）

## CM音楽
- 株式会社 NOVA NOVAうさぎのうた 〜いっぱい聞けて、いっぱいしゃべれる〜（2003年）[5]
- 花王　クリアクリーン（2005年）
- 理研ビタミン株式会社 ノンオイルスーパードレッシング青じそ（2007年）[6]
- 中部電力 エコキュート　オール電化（2008年）

## 出演番組

### ラジオ
- K-mix FOOO NIGHT ピンソバ（2018年1月3日 - 2021年3月25日[7]、K-mix）
- 今夜もスタカン（2021年7月2日 - 9月24日[8]、市川うららFM）

## イベント
- 沖井礼二 presents 押忍!沖井塾
  - vol.1（2017年11月24日、渋谷LUSH）
  - vol.2（2018年3月2日、下北沢THREE）
  - vol.3（2018年6月19日、下北沢THREE）
  - vol.4（2018年11月27日、下北沢THREE）
  - vol.5（2019年5月7日、下北沢THREE）